# Marcelle Ackein
Marcelle Isabelle Alexandrine Ackein (Algeri, 26 novembre 1882 – Parigi, 28 marzo 1952) è stata una pittrice francese.

## Biografia
Allieva di Ferdinand Humbert all'École nationale supérieure des beaux-arts di Parigi, nella stessa città espose regolarmente al Salon des artistes français, ottenendo una medaglia di bronzo nel 1911 e due medaglie d'oro nel 1933 e nel 1937, al Salon d'Automne nel 1920 e al Salon des Indépendants dal 1926 al 1931. Pittrice principalmente paesaggista e di marine, fino alla prima guerra mondiale dipinse prevalentemente soggetti bretoni, mentre dopo il conflitto viaggiò in Africa e ne dipinse numerosi paesaggi.

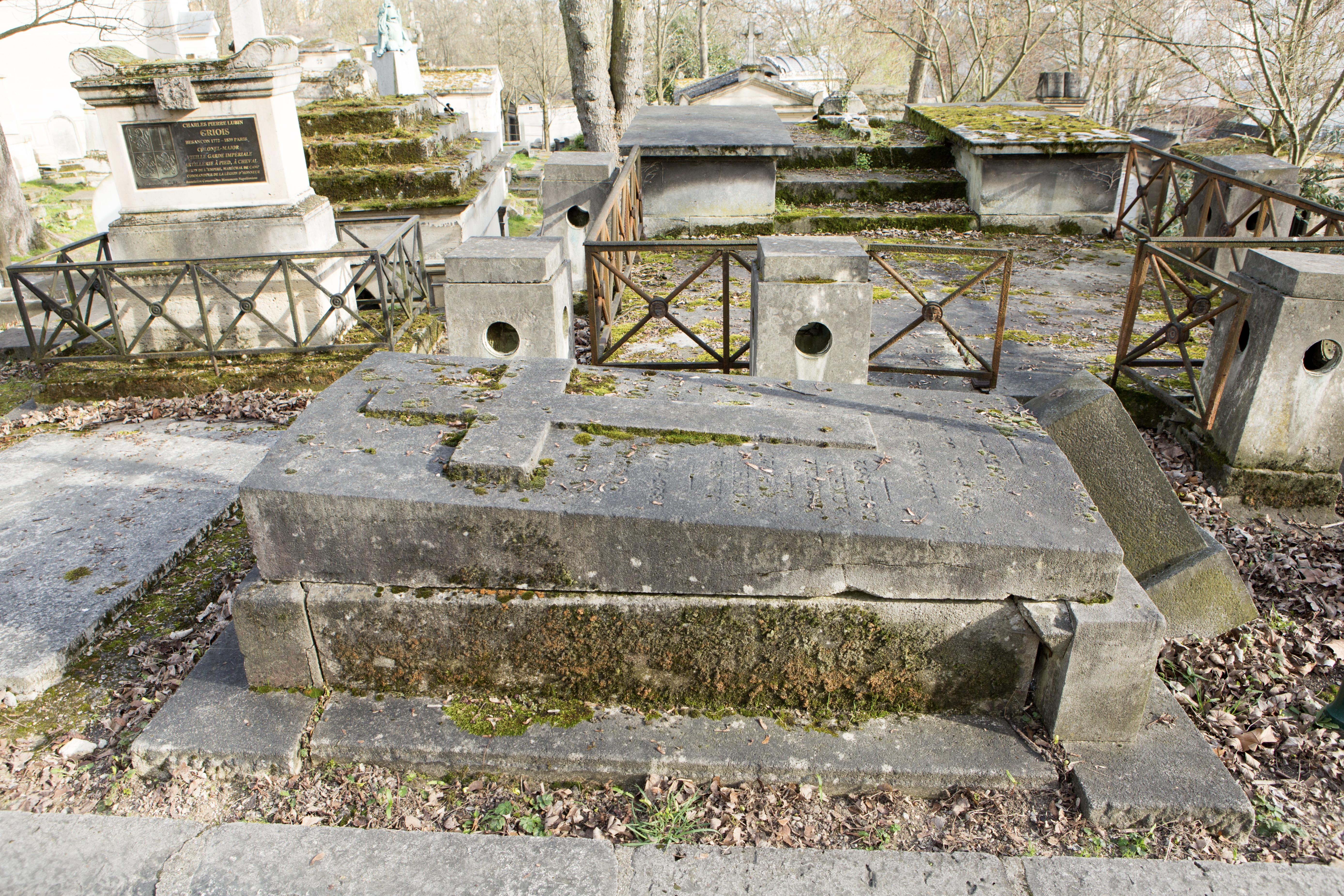
La sepoltura della pittrice al cimitero di Père-Lachaise

È sepolta nel cimitero di Père-Lachaise a Parigi.
Il Musée du quai Branly conserva tre suoi dipinti.